# Чемпіонат Закарпатської області з футболу 1946 (весна)
Чемпіонат Закарпатської області з футболу 1946 року (весна) серед команд першої групи проводився з квітня по червень 1946 року в одне коло. У змаганнях взяли участь 12 команд: ужгородські колективи «Динамо», УРСО та «Борканюк», мукачівські команди товариств «Динамо» і «Спартак», берегівський «Спартак», хустська «Русь», севлюшський «Партизан», команди перечинського хімзаводу, солотвинських копалень, «Локомотив» з Королева та спортивного клубу з Тересви. Щоправда тересвянська команда в залік за підсумками 11 турів не потрапила, оскільки колектив не брав участі в матчах першості протягом останнього місяця змагань. Переможцем першості вперше стала команда «Динамо» з Мукачева, яка протягом змагань не зазнала очкових втрат.

## Турнірна таблиця
станом на 23 червня 1946 р. після 11-го туру
| М  | Команда              | І  | В  | Н | П  | РМ    | О  |
| -- | -------------------- | -- | -- | - | -- | ----- | -- |
| 1  | «Динамо» Мукачево    | 11 | 11 | 0 | 0  | 50−12 | 22 |
| 2  | «Динамо» Ужгород     | 11 | 10 | 0 | 1  | 38−15 | 20 |
| 3  | «Спартак» Мукачево   | 10 | 7  | 0 | 3  | 36−11 | 14 |
| 4  | «Спартак» Берегово   | 10 | 6  | 1 | 3  | 29−22 | 13 |
| 5  | «Партизан» Севлюш    | 11 | 6  | 0 | 5  | 47−27 | 12 |
| 6  | УРСО Ужгород         | 10 | 5  | 1 | 4  | 37−18 | 11 |
| 7  | Солотвино            | 10 | 5  | 1 | 4  | 20−27 | 11 |
| 8  | «Борканюк» Ужгород   | 11 | 4  | 1 | 6  | 30−32 | 9  |
| 9  | «Русь» Хуст          | 10 | 3  | 1 | 6  | 16−27 | 7  |
| 10 | «Хімзавод» Перечин   | 10 | 2  | 1 | 7  | 12−53 | 5  |
| 11 | «Локомотив» Королево | 11 | 1  | 0 | 10 | 10−47 | 2  |

Турнірні показники команди Тересва

станом на 2 червня 1946 р. після 8-го туру
| М | Команда | І | В | Н | П | РМ   | О |
| - | ------- | - | - | - | - | ---- | - |
|   | Тересва | 7 | 0 | 0 | 7 | 2−32 | 0 |